# Nordöstliche Randalpen
Nordöstliche Randalpen este o arie protejată (arie de protecție specială avifaunistică — SPA) din Austria întinsă pe o suprafață de 5.437,19 ha, integral pe uscat.

## Localizare
Centrul sitului Nordöstliche Randalpen este situat la coordonatele 47°49′20″N 16°05′20″E / 47.8222°N 16.0889°E.

## Înființare
Situl Nordöstliche Randalpen a fost declarat arie de protecție specială avifaunistică în iulie 1997 pentru a proteja 16 specii de animale.

## Biodiversitate
Situată în ecoregiunile alpină și continentală, aria protejată nu include niciun habitat protejat.
La baza desemnării sitului se află mai multe specii protejate de  păsări (16): minunița (Aegolius funereus), buha (Bubo bubo), caprimulg (Caprimulgus europaeus), cristeiul de câmp (Crex crex), ciocănitoare de grădină (Dendrocopos syriacus), ciocănitoare neagră (Dryocopus martius), presură de munte (Emberiza cia), presură bărboasă (Emberiza cirlus), șoim călător (Falco peregrinus), sfrâncioc roșiatic (Lanius collurio), sfrâncioc mare (Lanius excubitor), ciocârlie de pădure (Lullula arborea), viespar (Pernis apivorus), ciocănitoare verzuie (Picus canus), Ptyonoprogne rupestris, fluturașul de stâncă (Tichodroma muraria).